# باكسانيونوك
باكسانينوك (بالروسية: Баксаненок) هي مدينة في جمهورية قبردينو - بلقاريا في روسيا.
يبلغ عدد سكانها حوالي 6796 نسمة.